# إيزابيلا سادوفينو إيفان
إيزابيلا سادوفينو إيفان (بالإنجليزية: Izabela Sadoveanu-Evan) (1870 – 1941). ناقدة أدبية وصحفية وشاعرة رومانية، وناشطة في مجال حقوق المرأة، ومدافعة عن الاشتراكية والفكر السياسي اليساري.
مثلت سادوفينو الحركة النسوية الرومانية في مؤتمرات التحالف الدولي للنساء، ومع ذلك فقد اتبعت نهجاً تدريجياً في دعم حق المرأة في التصويت، وخلال فترة ما بين الحربين العالميتين ساهمت بإنشاء روابط بين الحركات النسوية وعلم تحسين النسل، ودعمت إصلاح التعليم من خلال أنشطتها كمعلمة ومدربة، وفي وقت متأخر من حياتها أضافت معاداة الفاشية النسوية إلى قائمة أنشطتها السياسية والاجتماعية.

## سيرتها الشخصية

### حياتها المبكرة
التحقت سادوفينو بالمدرسة الابتدائية في مدينة باكاو وانتقلت لاحقاً إلى معهد للفتيات يشبه مدرسة داخلية في مدينة إياجي. وخلال سنواتها المبكرة تلك بدأت تهتم لأول مرة بالفكر الاشتراكي، وترددت إلى الدائرة الثقافية اليسارية في إيوان وصوفيا، وهناك كانت تقرأ حول مواضيع سياسية مختلفة. وترددت أيضاً على المجتمع الأدبي الخاص ببلديتشيانو، واجتمعت مع الأديب الشهير أيون كريانج.
انتقلت سادوفينو إلى بوخارست عاصمة رومانيا، وكانت حينها لا تزال اشتراكية ناشطة، وحضرت المؤتمر الثاني لحزب العمال الاشتراكيين الديمقراطيين الرومانيين. التقت في بوخارست بالعديد من الشخصيات الرئيسية في المشهد الأدبي الروماني في أواخر القرن التاسع عشر مثل: أيون لوكا كاراجيالي، باربو شتيفينيسكو ديلافرانشيا، ألكساندرو فلاو. بالإضافة للأديب الاشتراكي المخضرم قسطنطين دوبروجانو غريا، الذي قالت عنه لاحقاً: «لم أقابل مطلقاً رجلاً كان بإمكانه نشر الكثير من الصفاء والمصالحة والسلام من حوله مثل قسطنطين».
التحقت إيزابيلا الشابة بكلية الفلسفة بجامعة بوخارست، وهناك أصبحت زميلة مع العديد من الكتاب والأدباء الذكور، مثل أيوان ألكساندرو بريتيسكو فوينيتي.

## مقالاتها عن الرمزية وكتاب الانطباعات الأدبية
نشرت دار منيرفا في عام 1908 مجلداً كاملاً من مقالات إيزابيلا سادوفينو النقدية، بعنوان «انطباعات أدبية». نال هذا الكتاب اهتمام النقاد، وأثار نقاشاً واسعاً في الصحافة، ووفقاً للمؤرخ والناقد الأدبي جورج سيلينسكو فقد عزز هذا الكتاب من انتقال سادوفينو من الاشتراكية إلى البوبورية Poporanism، ويتضح ذلك من خلال العديد من العبارات التي استخدمتها مثل: «نحن رومانيون ويجب أن تحمل أعمالنا الفنية وإنتاجاتنا الفكرية ختم أمتنا الأصلية وطابعها». ويفسر انخراط سادوفيانو في الاشتراكية بأنها رغبت في استعادة المنهج الفني الوطني، وأنها كانت في كل مكان تشير للروح الرومانية، والطبيعة الرومانية «السماء الرومانية والأرض والأنهار والغابات والطيور والحشرات وغيرها».
وفي مقالاتها التي نشرتها أيضاً في عام 1908، حوَّلت سادوفيانو انتباهها إلى تأثير الرمزية الرومانية المخالفة للأسلوب الأدبي التقليدي، وقالت بعد عدة سنوات «لقد كنت الوحيدة التي أعربت عن الرأي القائل بأننا نتعامل مع حركة مبتكرة وجديدة». وبالفعل فقد كانت وفقاً للمؤرخ الأدبي بول سيرنات أول رومانية تهتم بالحركة الرمزية، وبالتالي فقد فتحت قناة اتصال بين البوبوريين والرومانيين. في حين يعارض بعض النقاد مثل الباحث أنجيلو ميتشيفيتشي هذا التقييم بشكلٍ كامل.
رفضت سادوفيانو مفهوم الانحدار الذي قدمه ماكس نورداو عن الأدب الحديث، وقالت بأنَّ الرمزية قد أثبتت قدرتها على النجاح مع الشعراء العباقرة، ولكنَّ الرمزية ستفشل عندما تكون مصطنعة، وناقشت أيضاً الدور الذي لعبه جان مورياس وأناتول فرانس في جعل الرمزية معروفة للجمهور الفرنسي والعالمي. وأكدت مراراً على أنَّ النقاد المحترفين يجب أن يكونوا مثقفين بشكل استثنائي، ووصفت بالتفصيل فوائد ومزايا الترجمة المتبادلة في توسيع الثقافة المكتوبة.

## الدراسة في جنيف وبدايات النشاط النسوي
كانت سادوفينو واحدة من أربع كاتبات دُعين لحضور مؤتمر الكتّاب عام 1909، والذي انعقد في مدرسة جورج لازور الثانوية، وأسس فعلياً جمعية الكتاب الرومانيين SSR، وهي جمعية مهنية ثقافية يرأسها ميهل سادوفينو. اشتهرت إيزابيلا في هذه الفترة كمترجمة لأعمال أجنبية وبالأخص من الأدب الإيطالي إلى اللغة الرومانية. وفي عام 1909 بدأت بنشر مجموعة من رواياتها وأعمالها بعد تعاقدها مع شركة مينيرفا.
واصلت سادوفينو تعليمها في جنيف - سويسرا ابتداءً من عام 1912، حيث التحقت بمعهد روسو وتخرجت كواحدة من بين الخريجين الأوائل. وعادت لتولي منصب مديرة مدرسة في معهد إياجي التربوي للبنات، ثم في مدرسة إيلينا كوزا في بوخارست. ونشرت كتابها الخاص بمدارس تربية الأطفال كدعم لبرنامج القراءة والتعليم.
بدأ نشاط سادوفينو النسائي من خلال انضمامها إلى جمعية "الدعم" في بوخارست، وقالت سادوفينو أن الجمعية كانت مكرَّسة أكثر "لتشجيع النساء اللواتي يكسبن عيشهن من خلال أعمالهن الخاصة ومساعدتهن في ذلك، بدلاً من تنظيمهن سياسياً وقد انضمَّ لهذه الجمعية العديد من الناشطات البارزات والرجال الداعمين للحركة النسوية.

## قضايا أخرى في فترة ما بين الحربين العالميتين
زاد اهتمام سادوفينو بالنشاط النسوي وارتباطه بموضوع تحسين النسل بحلول عام 1927، ورفضت المقالات التي زعمت أن الهدف الرئيسي للحركة النسوية هو دعم المرأة كربة منزل وراعية للأطفال  بدلاً من منحها حقوقاً وتمثيلاً سياسياً واجتماعياً. وساعدت في إنشاء مدرسة تحضيرية للمرشدات (1927). وألقت هناك عدة محاضرات حول إصلاح التعليم. ودفعها اهتمامها بتعليم الأطفال إلى البحث عن طرق تعليم جديدة، ووجدت ضالتها في الإذاعة التي كانت وسيلة إعلام جديدة في ذلك الوقت، ولذلك بدأت بتقديم برنامج إذاعي لراديو رومانيا دُعي «ساعة الأطفال» وذلك في عام 1929  وساهمت خلال عشرينيات وثلاثينيات القرن الماضي في كتابة مقالات لعدة صحف يومية يسارية.

## سنواتها الأخيرة
في آخر أيام حياتها وبعد أن شاهدت تأثير الحركات الفاشية على مجتمعات أوروبا بدأت سادوفينو بالجمع بين نشاطها النسوي مع معاداة الفاشية، وتعاونت في سبيل ذلك مع الممثلة لوسيا ستوردزا بولاندرا الناشطة داخل الجبهة الأنثوية، وهي منظمة هدفها الدفاع عن حقوق المرأة في مواجهة تهديدات اليمين المتطرف. وفقاً للباحثة شتيفانيا ميهالاش: "فإن هذ الجبهة التي أنشأت في عام 1936 كان لها تحيز ماركسي واضح، وتركيز كبير على حق المرأة في العمل.

## الإرث
وصف جورج تشلينسكو إيزابيلا سادوفينو بأنها نموذج للمرأة العقلانية. وقد جُسدت شخصيتها في فيلم "عشية الثورة" بصفتها سيدونيا أليكسي، وهذا الفيلم مقتبس من رواية لقسطنطين ستير تعود لثلاثينيات القرن العشرين. وفي عام 1970 نُشرت دراسة بحثية شاملة عنها، وجُمعت أعمالها ومذكراتها في مجلد واحد في عام 1980، أعادت الناقدة مارغريتا فيرارو النظر في كامل أعمالها بعد عشرين عاماً من ذلك، ونشرتها في مجلدين. وقالت الكاتبة كورنيليا شتيفينيسكو في تعليقها على هذه الأعمال: "تميزت سادوفينو بروح النقد الجريئة، وعملها الدؤوب كباحثة، وسعة أفكارها التي شملت مجالات عديدة كالأيديولوجيا والأدب والفنون والتعليم". وفي عام 2007 كتب بول سيرنات: لقد تم تجاهل سادوفينو بشكل غير عادل في هذه الأيام".